# Eichelberg (Bayreuth)
Eichelberg ist ein Gemeindeteil der kreisfreien Stadt Bayreuth im bayerischen Regierungsbezirk Oberfranken. Eichelberg liegt in der Gemarkung Oberkonnersreuth. Benannt ist er nach einer Erhebung, auf der früher viele Eichen wuchsen.

## Geografie
Der Weiler liegt am gleichnamigen Berg (422 m ü. NHN). Eine Gemeindeverbindungsstraße führt nach Oberkonnersreuth (0,9 km südwestlich) bzw. nach Aichig (0,5 km östlich).

## Geschichte
Von 1797 bis 1810 unterstand der Ort dem Justiz- und Kammeramt Bayreuth. Mit dem Gemeindeedikt wurde Eichelberg dem 1812 gebildeten Steuerdistrikt Oberkonnersreuth und der zugleich gebildeten Ruralgemeinde Oberkonnersreuth zugewiesen. Am 1. April 1939 wurde ein Teil von Eichelberg nach Bayreuth eingemeindet. Der andere Teil wurde am 1. Januar 1972 im Zuge der Gebietsreform in Bayern nach Bayreuth eingemeindet.

### Einwohnerentwicklung
| Jahr      | 001822 | 001861 | 001871 | 001885 | 001900 | 001925 | 001950 | 001961 | 001970 | 001987 |
| Einwohner | 21     | 45     | 46     | 44     | 32     | 24     | 11     | 30 *   | 34 †   | 27     |
| Häuser    | 6      |        |        | 5      | 5      | 6      | 1      | 6 *    |        | 7      |
| Quelle    | [ 5 ]  | [ 7 ]  | [ 8 ]  | [ 9 ]  | [ 10 ] | [ 11 ] | [ 12 ] | [ 13 ] | [ 14 ] | [ 1 ]  |

## Religion
Eichelberg ist evangelisch-lutherisch geprägt und nach St. Johannis gepfarrt.